# Амарони
Ама̀рони (на италиански: Amaroni, на местен диалект Lamàroni, Ламарони) е село и община в Южна Италия, провинция Катандзаро, регион Калабрия. Разположено е на 378 m надморска височина. Населението на общината е 1858 души (към 2012 г.).